# أولبيان
أولبيان (بالإنجليزية: Ulpian) (و. 170 – 228 م) هو مستشار حقوقي ‏، وكاتب من روما القديمة، ولد في صور، توفي في روما، عن عمر يناهز 58 عاماً.

## مناصب
تولى منصب قائد برايتوري.

## روابط خارجية
- أولبيان على موقع الموسوعة البريطانية (الإنجليزية)